# نبرد ماژنتا

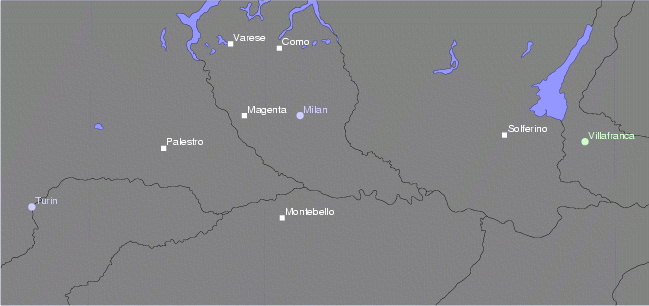
نقشه جنگ دوم استقلال ایتالیا

نبرد ماژنتا (به انگلیسی: Battel of Magenta) در ۴ ژوئن ۱۸۵۹ در خلال جنگ‌های دوم استقلال ایتالیا به وقوع پیوست. در نهایت منجر به پیروزی نیروهای فرانسه-ساردین تحت فرماندهی ناپلئون سوم در برابر اتریشی‌ها شد.
این نبرد در نزدیکی شهر ماژنتا (شهری در ایتالیا امروزی)، در ۴ ژوئن ۱۸۵۹ صورت گرفت. ارتش ناپلئون سوم از رودخانه تیچینو عبور کرد و از جناح راست ارتش اتریش نفوذ کرد و ارتش اتریش را مجبور به عقب‌نشینی کرد. به دلیل طبیعت خاص منطقه امکان مانورهای پیچیده نبود. به همین دلیل اتریشی‌ها هر خانه‌ای را به قلعه‌ای کوچک تبدیل کرده بودند. بخش عمده نبرد بر عهده ۵۰۰۰ نفر از نارنجک‌اندازهای گارد امپراتوری فرانسه بود. گاردی که سبک لباس‌های آن‌ها همچنان شبه به سبک امپراتوری اول بود. نبرد ماژنتا یک نبرد بزرگ نبود، اما این یک پیروزی قاطع برای اتحاد فرانسه و ساردین بود. پاتریس د مک ماهون برای نقش خود در این نبرد عنوان دوک ماژنتا را کسب کرد و بعدها به عنوان رئیس‌جمهور جمهوری سوم فرانسه خدمت کرد.

## نتایج پس از جنگ

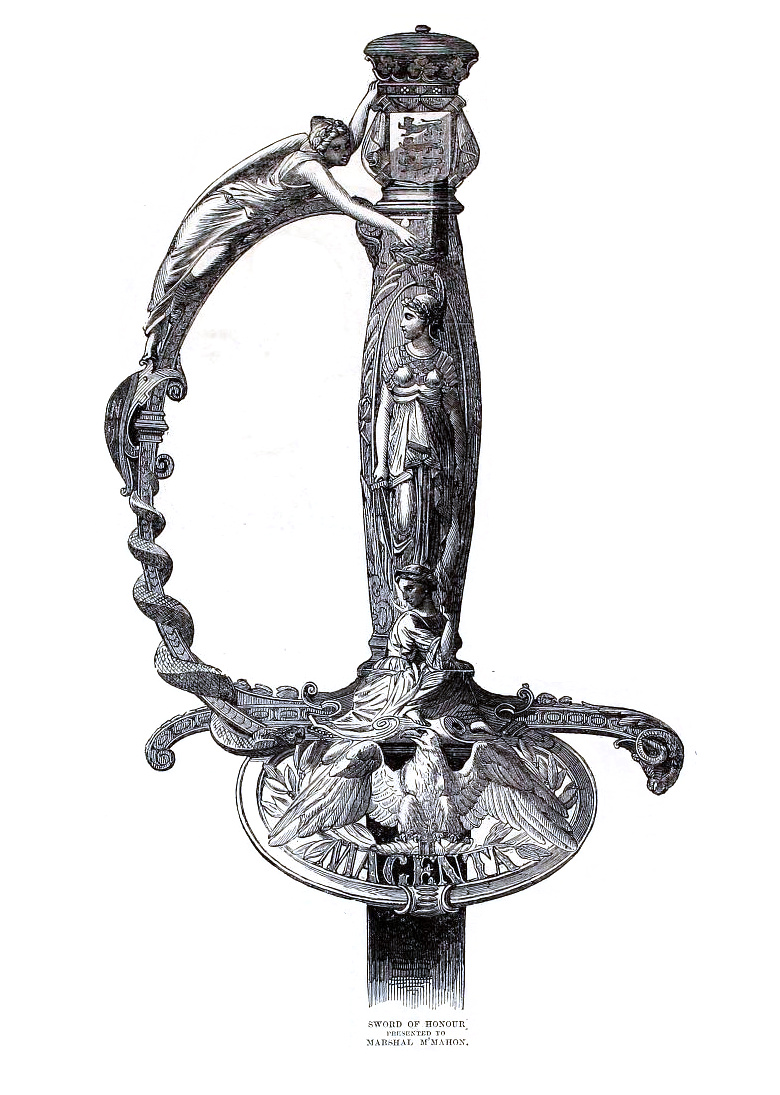
شمشیر افتخار

رنگی که امروزه به عنوان سرخابی شناخته می‌شود در سال ۱۸۵۹ کشف شد و نام آن از این نبرد گرفته شده‌است. (رنگ سرخابی در انگلیسی معادل magenta). همچنین بلواری در پاریس به این نام ایجاد شد.